# منتخب الولايات المتحدة تحت 21 سنة لكرة القدم
منتخب الولايات المتحدة الأمريكية تحت 21 سنة لكرة القدم (بالإنجليزية: United States men's national under-21 soccer team)‏ هو ممثل الولايات المتحدة الرسمي في المنافسات الدولية في كرة القدم في فئة كرة قدم تحت 21 سنة للرجال، يديريه اتحاد الولايات المتحدة لكرة القدم.